# Гејл Мил (Јужна Каролина)
Гејл Мил (енгл. Gayle Mill) насељено је место без административног статуса у америчкој савезној држави Јужна Каролина.

## Демографија
По попису из 2010. године број становника је 913, што је 181 (-16,5%) становника мање него 2000. године.
| Група             | 2000.       | 2010.       |
| Белци             | 557 (50,9%) | 378 (41,4%) |
| Афроамериканци    | 516 (47,2%) | 505 (55,3%) |
| Азијати           | 6 (0,5%)    | 5 (0,5%)    |
| Хиспаноамериканци | 7 (0,6%)    | 9 (1,0%)    |
| Укупно            | 1.094       | 913         |